# Wydawnictwo Fundacji Humaniora
Wydawnictwo Fundacji Humaniora, która powstała w 1993 roku, z inicjatywy pracowników naukowych wyższych uczelni (głównie profesorów nauk humanistycznych) oraz wydawców literatury naukowej. Do głównych kierunków aktywności fundacji należy wspieranie badań naukowych w zakresie szeroko pojętej humanistyki – w szczególności takich dyscyplin jak filozofia, kulturoznawstwo, politologia, psychologia i socjologia.
WFH specjalizuje się w niskonakładowej literaturze z zakresu nauk humanistycznych. WFH wydaje zarówno tytuły książkowe związane z realizacją jej inicjatyw naukowych, jak też na zlecenia uczelni i osób prywatnych prowadzących badania naukowe. Rocznie ukazuje się w nim ponad 20 tytułów książkowych, oraz kilka mniejszych pozycji wydawniczych.